# Пробивний чувак
«Пробивний чувак» (англ. Boy Kills World) — антиутопічний комедійний бойовик 2023 року, знятий режисером-дебютантом Моріцом Мором за сценарієм Тайлера Бертона Сміта та Аренда Реммерса, заснованим на історії Аренда Реммерса та Моріца Мора. У фільмі зіграли Білл Скашгорд, Джессіка Рот, Мішель Докері, Бретт Гельман, Ісая Мустафа, Яян Рухіан, Ендрю Кодзі, Шарлто Коплі, Фамке Янссен, а також «внутрішній голос» персонажа озвучив Ейч Джон Бенджамін. Сюжет розгортається навколо кампанії помсти, розіграної фахівцем з бойових мистецтв, який став глухонімим в результаті нападу, який забрав життя всієї його родини, чиї думки представлені як внутрішній голос, отриманий з дитячої відеоігри.
Прем'єра фільму «Пробивний чувак» відбулася на Міжнародному кінофестивалі в Торонто 2023 року, а 26 квітня 2024 року його випустили в Сполучених Штатах компанії Lionsgate і Roadside Attractions. 24 квітня 2024 року було випущено додаткову відеогру Super Dragon Punch Force 3, у розробці перебуває також мультсеріал.

## Сюжет
Хлопчик, маленький хлопець, живе в дистопійному місті разом із матір’ю та молодшою сестрою Міною. Вони з Міною часто грають в аркадні ігри та малюють ілюстрації свого майбутнього. Місто контролює сім’я Ван Дер Кой: Гідеон, Мелані, чоловік Мелані Глен і їхня сестра, голова сім’ї – Хільда. Щороку Хільда обирає 12 жителів міста для участі в «Чистці», де всіх дванадцятьох убивають у прямому ефірі. Хільда забирає Хлопчика, Міну та їхню матір, стріляє в Міну й матір, убиваючи їх, а Хлопчика залишає ледь живим, зробивши його глухим і німим. Невідомий Шаман знаходить Хлопчика та повертає його до життя.
Через роки дорослий Хлопчик продовжує тренуватися з Шаманом, мріючи помститися, і постійно бачить галюцинації Міни. У місті він бачить, як Глен і Гідеон прибувають, щоб зібрати жертв для цьогорічної «Чистки». Після образи від жінки в натовпі Глен випадково стріляє в цивільного, що призводить до різанини, влаштованої «27 червня» – виконавцем Ван Дер Коїв. Хлопчик ховається в багажнику машини Гідеона і потрапляє на склад, де на нього нападають Глен і його люди. Хлопчик убиває нападників і знайомиться з полоненим на ім’я Башо, разом із яким допитує Глена. Глен розповідає, що Хільда щороку влаштовує вечірку перед «Чисткою», і пропонує допомогти, але гине, коли Башо випадково впускає на його голову лещата.
Башо веде Хлопчика до Опору, але виявляється, що всіх, крім одного учасника на ім’я Бенні, убили Ван Дер Кої. Утрьох вони пробираються до маєтку, і Хлопчик дістається до їдальні Хільди, де випадково обезглавлює її манекен. Гідеон розкриває, що вечірка – це пастка для тих, хто хоче вбити Хільду, і Хлопчика захоплює «27 червня» після жорстокого поєдинку. Гідеон зізнається, що хоче допомогти Хлопчику: Хільда створила «Чистку», щоб захиститися від Шамана, але вже роками ховається в бункері, безглуздо вбиваючи невинних, хоча злочинців давно знищено.
Мелані веде Хлопчика на «Чистку», але він звільняється за допомогою скальпеля, який таємно дав йому Гідеон, і возз’єднується з Башо та Бенні. Починається велика битва, під час якої Бенні жертвує собою, щоб захистити Хлопчика, а Башо отримує смертельне поранення. Хлопчик убиває Мелані та разом із Башо дістається до бункера Хільди. Він так зосереджений на знищенні охорони, що не помічає, як Башо помирає від ран. Хлопчик знаходить пораненого Гідеона, якого застрелила Мелані. Гідеон дає йому ключ-карту до ліфта в бункер. Галюцинація Міни благає не вбивати Гідеона, але Хлопчик його страчує, і галюцинація зникає.
У ліфті Хільда звертається до Хлопчика через камеру й мікрофон. Хлопчик показує їй малюнок Міни, що жахає Хільду, і вона наказує охороні відступити. «27 червня» приводить Хлопчика до Хільди, де він бачить картини сім’ї Ван Дер Кой, на яких зображені він і Міна. Хільда розкриває, що Хлопчик – її син, і він згадує, як вона змушувала його вбивати дисидентів, зокрема всю сім’ю Шамана. Коли Хлопчик відмовився стріляти в Шамана і втік, Шаман схопив його, скалічив і за допомогою ЛСД та психологічних тортур переконав, що Хільда вбила його сім’ю. Виявляється, що «27 червня» – це Міна, яка все ще жива.
Шокований Хлопчик не може виявити до Хільди жодної прихильності, і вона наказує Мині/«27 червня» убити його, але Міна встромляє сокиру в голову Хільди. Їхня прабабуся перед смертю наказує охороні вбити їх. Брат і сестра пробиваються через охорону, поки не стикаються з Шаманом. Після довгої та жорстокої бійки Хлопчик смертельно ранить Шамана його ж загостреним намистом. Хлопчик і Міна, обоє сильно поранені, але живі, виходять із бункера. У флешбеку показано, як вони грають в аркадну гру, де голос оголошує: «Гравець 2 приєднався до гри».
У сцені після титрів Хлопчик і Міна, які вижили, їдять пластівці разом у їхньому дитячому домі.

## Акторський склад
- Білл Скашгорд — Чувак (Бой), глухонімий чоловік, який прагне помститися Ван Дер Койсам.
  - Ейч Джон Бенджамін — «внутрішній голос» Чувака
  - Ніколас і Кемерон Кроветті — Чувак в дитинстві
- Джессіка Рот — «27 червня», бойовик, яка працює на Ван Дер Кой
- Мішель Докері — Мелані Ван Дер Кой, сестра Хільди та Гідеона
- Бретт Гельман — Гідеон Ван Дер Кой, брат Хільди та Мелані
- Ісая Мустафа — Бенні, учасник опору
- Ендрю Кодзі — Басьо, учасник опору
- Фамке Янссен — Хільда Ван Дер Кой, матріарх родини Ван Дер Кой
- Шарлто Коплі — Глен Ван Дер Кой, чоловік Мелані
- Яян Рухіан — шаман, наставник Чувака
  - Франсуа Шау — голос шамана
- Дороті Енн Гулд — Беатріс Ван Дер Кой

## Виробництво
Режисер і сценарист Моріц Мор запропонував Boy Kills World із коротким роликом із попередньою візуалізацією Сему Реймі та Рою Лі з Raimi Productions і Vertigo Entertainment відповідно, які були вражені й згодом погодилися продюсувати разом із Nthibah Pictures і Hammerstone Studios. Orion Pictures спочатку брав участь у певний момент, але припинив участь після пандемії COVID-19.
Фільм було анонсовано 7 жовтня 2021 року, до акторського складу приєдналися Білл Скашгорд, Самара Вівінг і Яян Рухіан. У своїй заяві генеральний директор Nthibah Саймон Сварт сказав, що фільм поєднає «теми реального світу зі стилізованим виглядом, який є свіжим, крутим та оригінальним, запозиченим із найкращих графічних романів». 28 жовтня 2021 року до акторського складу приєднався Ісая Мустафа. У січні 2022 року до акторського складу було додано Ендрю Кодзі, а Джессіка Рот замінила Самару Вівінг, яка вибула з проєкту через конфлікти розкладу. Зйомки розпочалися в Кейптауні, ПАР, 14 лютого 2022 року. У березні 2022 року на основні ролі були затверджені Фамке Янссен, Бретт Гельман, Шарлто Коплі, Квінн Коупленд, близнюки Кемерон і Ніколас Кроветті та Мішель Докері.
У серпні 2023 року було оголошено, що саундтрек до фільму напише шведський композитор Людвіг Форсселл.

## Випуск
Світова прем'єра фільму «Пробивний чувак» відбулася на Міжнародному кінофестивалі в Торонто 9 вересня 2023 року.
У січні 2024 року Lionsgate Films і Roadside Attractions придбали права на розповсюдження фільму в США та запланували його вихід на 26 квітня 2024 року.
24 квітня 2024 року була випущена додаткова відеогра Super Dragon Punch Force 3, заснована на однойменній всесвітній аркадній грі з фільму. Додатковий анімаційний телесеріал фільму, написаний Маріо Карвальхал і Джадд Фітцджон, у розробці станом на квітень 2024 року.

## Сприйняття

### Касові збори
У Сполучених Штатах і Канаді фільм вийшов разом із «Неоспіваним героєм» і «Суперниками», і, за прогнозами, він міг зібрати 2-3 мільйони доларів у 1993 кінотеатрах у перші вихідні.

### Відгуки критиків
На вебсайті агрегатора рецензій Rotten Tomatoes 58 % зі 158 відгуків критиків є позитивними із середньою оцінкою 5,6/10. Консенсус вебсайту говорить: «Підкріплений всеосяжною грою Білла Скашгорда, „Пробивний чувак“ може запропонувати достатньо гострих дій, щоб компенсувати його слабо прописані персонажі та передбачуваний сюжет». Середньозважена оцінка Metacritic склала 47 зі 100 на основі 27 критиків, вказуючи на «змішані або середні» рецензії.